# Josselin, Morbihan
Josselin (bretonska: Josilin) är en kommun i departementet Morbihan i regionen Bretagne i nordvästra Frankrike. Kommunen ligger i kantonen Josselin som tillhör arrondissementet Pontivy. År 2022 hade Josselin 2 559 invånare.

## Befolkningsutveckling
Antalet invånare i kommunen Josselin
| Referens: INSEE |